# Хронска Брезњица
Хронска Брезњица (слч. Hronská Breznica) насељено је мјесто са административним статусом сеоске општине (слч. obec) у округу Звољен, у Банскобистричком крају, Словачка Република.

## Становништво
| Година:    | 1994. | 2004.    | 2014.   | 2024.   |
| ---------- | ----- | -------- | ------- | ------- |
| Број људи: | 258   | 286      | 261     | 251     |
| Разлика:   |       | +10,85 % | -8,74 % | -3,83 % |

| Година:    | 2023. | 2024.   |
| ---------- | ----- | ------- |
| Број људи: | 244   | 251     |
| Разлика:   |       | +2,86 % |

Према подацима о броју становника из 2024. године насеље је имало 251 становника.